# (309295) Hourenzhi
(309295) Hourenzhi est un astéroïde de la ceinture principale de taille kilométrique nommé en l'honneur de Hou Renzhi.